# أغوستين منظور
أغوستين منظور (بالإسبانية: Agustín Manzur) هو لاعب كرة قدم أرجنتيني في مركز الوسط، ولد في 29 سبتمبر 2000 في مندوزا في الأرجنتين. لعب مع غودوي كروز.

## وصلات خارجية
- أغوستين منظور على موقع قاعدة بيانات كرة القدم.إي يو (الإنجليزية)
- أغوستين منظور على موقع Soccerway.com (الإنجليزية)